# Souleymane Camara
Souleymane Camara (ur. 22 grudnia 1982 w Dakarze) – senegalski piłkarz występujący na pozycji napastnika.

## Kariera klubowa
Camara urodził się w Dakarze, jednak jeszcze jako nastolatek wyemigrował z rodzicami do Francji i zamieszkał na Lazurowym Wybrzeżu. Jego pierwszym klubem w karierze było AS Monaco. Do pierwszego zespołu trafił w wieku 18 lat, ale w Ligue 1 zadebiutował w sezonie 2001/2002. Było to 28 lipca 2001 w przegranym 0:1 meczu z FC Sochaux. Swoją pierwszą bramkę na pierwszoligowych boiskach zdobył 22 grudnia w wygranym 3:1 meczu ze Stade Rennais FC. Młody Souleymane był jednak głównie rezerwowym w drużynie Monaco, ale ustępował placu tak uznanym piłkarzom jak Oliver Bierhoff, Dado Pršo czy Shabani Nonda. Ogółem zagrał w 21 meczach i strzelił 1 gola. Monaco pomimo, tak dobrego składu, zagrało jednak słabo i zajęło dopiero 15. miejsce w lidze. W sezonie 2002/2003 Camara był już skuteczniejszy jak rok wcześniej i uzyskał 4 gole dla swojego zespołu, który wywalczył wicemistrzostwo Francji. W sezonie 2003/2004 trener drużyny, Didier Deschamps ściągnął do drużyny Fernando Morientesa i tym samym Camarze było ciężko o miejsce w składzie, a nawet na ławce rezerwowych. W rundzie jesiennej zagrał w 4 meczach ligowych i nie zdobył gola. W styczniu Senegalczyk został wypożyczony do En Avant Guingamp i tam był graczem pierwszej jedenastki. Zdobył 2 gole (oba w wygranym 2 :1 meczu z Lille OSC), ale zespół Guingamp zajmując 18. pozycję został zdegradowany do Ligue 2. Camara wrócił do Monaco i grał tam przez nieco ponad rok (sezon 2004/2005 to 10 meczów i 1 gol, a runda wiosenna sezonu 2005/2006 to raptem 2 mecze ligowe).
Jeszcze we wrześniu 2005 Camara zmienił klub i przeniósł się do niedalekiej Nicei do zespołu OGC Nice. W barwach tego klubu zadebiutował 10 września w przegranym 0:1 domowym meczu z AS Saint-Etienne. W lidze zdobył 1 gola w zremsiowanym 2:2 meczu z RC Lens. Zagrał w 16 meczach, ale niemal w każdym z nich pełnił rolę rezerwowego dla Maramy Vahirua, Bakariego Koné i Mamadou Bagayoko. Syutacja ta zmieniła się od początku sezonu 2007/2008. Od tego czasu Camara gra w Montpellier HSC. W 2009 roku awansował z nim z Ligue 2 do Ligue 1.
| Sezon   | Klub              | Kraj    | Rozgrywki | Mecze | Bramki | Rozgrywki Europy   | Mecze | Bramki |
| ------- | ----------------- | ------- | --------- | ----- | ------ | ------------------ | ----- | ------ |
| 2000/01 | AS Monaco         | Francja | Ligue 1   | 0     | 0      | -                  | -     | -      |
| 2001/02 | AS Monaco         | Francja | Ligue 1   | 21    | 2      | -                  | -     | -      |
| 2002/03 | AS Monaco         | Francja | Ligue 1   | 21    | 4      | -                  | -     | -      |
| 2003/04 | AS Monaco         | Francja | Ligue 1   | 4     | 0      | -                  | -     | -      |
| 2003/04 | En Avant Guingamp | Francja | Ligue 1   | 13    | 2      | -                  | -     | -      |
| 2004/05 | AS Monaco         | Francja | Ligue 1   | 10    | 1      | -                  | -     | -      |
| 2005/06 | AS Monaco         | Francja | Ligue 1   | 2     | 0      | -                  | -     | -      |
| 2005/06 | OGC Nice          | Francja | Ligue 1   | 16    | 1      | -                  | -     | -      |
| 2006/07 | OGC Nice          | Francja | Ligue 1   | 15    | 0      | -                  | -     | -      |
| 2007/08 | Montpellier HSC   | Francja | Ligue 2   | 37    | 11     | -                  | -     | -      |
| 2008/09 | Montpellier HSC   | Francja | Ligue 2   | 28    | 6      | -                  | -     | -      |
| 2009/10 | Montpellier HSC   | Francja | Ligue 1   | 38    | 9      | -                  | -     | -      |
| 2010/11 | Montpellier HSC   | Francja | Ligue 1   | 36    | 4      | Liga Europy UEFA   | 2     | 0      |
| 2011/12 | Montpellier HSC   | Francja | Ligue 1   | 33    | 9      | -                  | -     | -      |
| 2012/13 | Montpellier HSC   | Francja | Ligue 1   | 33    | 10     | Liga Mistrzów UEFA | 5     | 1      |
| 2013/14 | Montpellier HSC   | Francja | Ligue 1   | 33    | 4      | -                  | -     | -      |
| 2014/15 | Montpellier HSC   | Francja | Ligue 1   | 37    | 3      | -                  | -     | -      |
| 2015/16 | Montpellier HSC   | Francja | Ligue 1   | 33    | 7      | -                  | -     | -      |
| 2016/17 | Montpellier HSC   | Francja | Ligue 1   | 28    | 1      | -                  | -     | -      |
| 2017/18 | Montpellier HSC   | Francja | Ligue 1   | 24    | 2      | -                  | -     | -      |
| 2018/19 | Montpellier HSC   | Francja | Ligue 1   | 12    | 3      | -                  | -     | -      |
| 2019/20 | Montpellier HSC   | Francja | Ligue 1   | 13    | 0      | -                  | -     | -      |

## Kariera reprezentacyjna
W reprezentacji Senegalu Camara zadebiutował nie mając jeszcze zaliczonego pierwszego meczu w Ligue 1. Miało to miejsce 8 października w przegranym 0:1 meczu z Gwineą, rozegranym w ramach kwalifikacji do Pucharu Narodów Afryki 2002.
W 2002 roku Camara został powołany do kadry na Puchar Narodów Afryki. Nie wystąpił tam jednak w żadnym meczu i przywiózł symboliczny srebrny medal z tej imprezy. W maju selekcjoner Bruno Metsu powołał Souleymane na finały Mistrzostwa Świata 2002. Tam zagrał w jednym meczu, zremisowanym 1:1 meczu z Danią. Wszedł wówczas na boisko w 46. minucie za Moussę N’Diaye, ale w 83. doznał kontuzji i został zmieniony przez Habiba Beye. Nie zagrał w tym turnieju już do końca, a jego koledzy dotarli do ćwierćfinału, w którym przegrali 0:1 po dogrywce z Turcją.
Począwszy od 2004 i skończywszy na 2005 roku Camara grywał w eliminacjach do Mistrzostw Świata w Niemczech. W 2006 roku wystąpił z Senegalem w Pucharze Narodów Afryki w Egipcie. Zagrał w 4 meczach i zdobył 1 gola (1:2 z Nigerią). Senegal dotarł do półfinału i najpierw przegrał 1:2 z Egiptem, a potem w meczu o 3. miejsce z Nigerią 0:1.

## Sukcesy

### Klubowe
- AS Monaco
  - Coupe de la Ligue: 2003
- Montpellier HSC
  - Ligue 1: 2012